# 벨기에인의 왕
벨기에인의 왕(프랑스어: Roi des Belges, 네덜란드어: Koning der Belgen, 독일어: König der Belgier)은 벨기에의 입헌적·군주제적인 국가원수의 칭호이다. 벨기에의 군주는 국가뿐 아니라, 지역, 사회 공동체, 지방의 행정권을 연방 정부와 함께 나눈다. 또한 군주는 벨기에군의 총사령관을 겸임한다. 벨기에의 현 국왕은 필리프이다.

## 1831년이후 역대 군주
| 대수 | 사진                           | 이름                                        | 재위 기간     | 참고                                                   |
| ---- | ------------------------------ | ------------------------------------------- | ------------- | ------------------------------------------------------ |
| -    | Érasme-Louis Surlet de Chokier | 에라슴루이 쉬를레 드 쇼키에 (1769년~1839년) | 1831년        | 섭정                                                   |
| 1    | Léopold 틀:Ier                 | 레오폴 1세 (1790년~1865년)                  | 1831년~1865년 | 초대 벨기에인의 왕                                     |
| 2    |                                | 레오폴 2세 (1835년~1909년)                  | 1865년~1909년 | 레오폴 1세의 아들                                      |
| 3    | Albert 틀:Ier                  | 알베르 1세 (1875년~1934년)                  | 1909년~1934년 | 레오폴 2세의 조카                                      |
| 4    |                                | 레오폴 3세 (1901년~1983년)                  | 1934년~1944년 | 알베르 1세의 아들                                      |
| -    |                                | 샤를 드 벨지크 (1903년~1983년)              | 1944년~1950년 | 섭정. 알베르 1세의 아들로 레오폴 3세의 동생            |
| (4)  |                                | 레오폴 3세 (1901년~1983년)                  | 1950년~1951년 | 망명 이후 두번째 재위 기간. 1951년 7월 16일 퇴위       |
| 5    | Baudouin 틀:Ier                | 보두앵 (1930년~1993년)                      | 1951년~1993년 | 레오폴 3세의 아들                                      |
| 6    | Albert II                      | 알베르 2세 (1934년~ )                       | 1993년~2013년 | 레오폴 3세의 아들로 보두앵의 동생 2013년 7월 21일 양위 |
| 7    | Philippe                       | 필리프 (1960년~ )                           | 2013년~       | 알베르 2세의 아들                                      |

## 같이 보기
- 벨기에의 군주 목록
- 벨기에의 군주 배우자 목록